# Amédée Domenech (1984)
Pour les articles homonymes, voir Amédée Domenech et Domenech.
Pas d'image ? Cliquez ici

a Compétitions nationales et continentales officielles uniquement.

Dernière mise à jour le 31 mai 2013.
Amédée Domenech, né le 18 juillet 1984 à Brive-la-Gaillarde, est un joueur français de rugby à XV qui évolue au poste de talonneur ou de troisième ligne aile. C'est l'un des petits-fils  de l'international français Amédée Domenech.

## Biographie
Formé au CA Brive, Amédée Domenech fait ses débuts en Top 14 avec le CAB lors de la saison 2005-2006. Il reste avec le club briviste jusqu'en 2007,, puis il part jouer en 2007-2008 au FC Lourdes puis de 2008 à 2010 au Bugue AC et mute en 2010-2011 à l'US Montauban .
Vainqueur du championnat de Fédérale 1 en 2014.
Jusqu'à l'intersaison 2019, il évolue à Montauban en Pro D2. Non conservé à l'USM, il décide de devenir entraîneur-joueur à Négrepelisse en Fédérale 3 rejoint par son frère Florent lui aussi non conservé par l'USM.